# Документальна драма
Документальна драма (англ. Documentary drama), або докудрама (англ. Docudrama) — сучасний популярний «гібридний» жанр ігрового кіно, що спирається на відтворення історичних подій силами драматичних акторів, але зовні подається у формі документального або науково-популярного фільму.
Також до документальних драм відносять фільми, в яких історичні документи і реальні події пов'язуються з їх інтерпретацією в масовій культурі.
Здебільшого документальні драми створюють на телебаченні.
Від псевдодокументального кіно документальна драма відрізняється тим, що, як правило, її сюжет спирається на реальні історичні документи, а не на вигадку чи містифікацію. Разом з тим жанр документальної драми, як ігрове та постановочне кіно, активно критикують за «ерозію традиційного жанру документального кіно» і за «відсутність чітких жанрових і стилістичних ознак».

## Історія

### Початок
Творцем жанру документальної драми вважають Пітера Воткінса — помічника редактора, а потім режисера документального відділу на телеканалі BBC на початку 1960-х років. Створені ним тоді картини ще називали «драмами, вирішеними в документальній техніці». Цю назву він обґрунтовував тим, що найчастіше його фільми присвячувалися подіям історичним або ж можливим у найближчому майбутньому, які Воткінс подавав так, ніби сучасні репортери беруть інтерв'ю в їх безпосередніх учасників. Такими фільмами Воткінса, виконаними у форматі «гарячих новин» з «ефектом присутності», є «Каллоден» (1964) і «Військова гра» — фільм, який отримав «Оскар» 1965 року, але потім заборонений до показу до 31 липня 1985 року.
Наступним режисером у цьому жанрі став Кен Лоуч. Він поклав початок «соціальній докудрамі» — ігровим фільмам на актуальній документальній основі середини 1960-х років. Першим був фільм «Кеті, повернись додому» (Cathy Come Home) про становище бездомних в Англії.
До середини 1980-х, коли лівий протест вийшов з моди «соціальна докудрама» зникла з телеканалу BBC. Однак фільми в загальному жанрі документальної драми продовжують виходити.

### В СРСР
В СРСР, ще задовго до появи жанру на заході, в жанрі документальної драми знято фільми «Броненосець Потьомкін» і «Жовтень». Досі кадри з цих ігрових фільмів автори багатьох документальних проєктів подають як реальну кінохроніку подій російських революцій.

## Критика
Висловлюються серйозні побоювання, що документальна драма з часом може замінити собою справжню документалістику.